# Olhos de Quem Ama
Olhos de Quem Ama é o vigésimo segundo álbum da cantora brasileira Shirley Carvalhaes, lançado no ano de 1998 pela gravadora Nancel Music.
Posteriormente foi relançado pelas gravadoras Rocha Eterna, Rosa de Saron e Quality Music.

## Faixas
1. Uma Lágrima no Rosto (Valdecir Aguiar) - 3:41
2. Tú és Santo (Paulo César Silva) - 4:07
3. Olhos de Quem Ama (Wanderly Macedo) - 4:10
4. Deus Tremendo (Josué Cristovam/Marcos Antônio) - 2:58
5. Vem Acalmar o Mar (Mário Fernando) - 3:32
6. Deus Nunca Falha (Paulo César Silva) - 3:24
7. Crente Não Acha, Tem Certeza (Solange de César) - 3:27
8. Tu Estás Comigo (Paulo César Silva) - 3:39
9. De Volta Pra Casa (Amaro Batista/Marcos Antônio) - 3:11
10. Sê Forte (Josué Teodoro) - 6:00
11. Diálogo com Deus (Roberto Carlos de Oliveira) - 5:05
12. Volta, Ovelha (Wanderly Macedo) - 4:14

## Ficha Técnica
- Produção executiva: Shirley Carvalhaes
- Fotolito e arte final: Delin

Músicas 1, 3, 5, 9, 11 e 12:
- Produção musical, arranjos e orquestração: Melk Carvalhêdo
- Violão aço, nylon e guitarra: Melk Carvalhêdo
- Teclados: Misa Jr.
- Baixo: Davi de Moura
- Programação de bateria e percussão: Misa Jr. e Melk Carvalhêdo
- Acordeon: Lenno
- Trompete: Martinez
- Violinos: Paulo Torres, Maria Cláudia, Alexandre, Silvanira, Paulo Sampaio e Cristina (Orquestra de Curitiba)
- Vocal: Tuca, Marquinhos, Wilian e Gisele Nascimento
- Gravado nos estúdios Multimix (PR), Perfeisom (SP) e Roupa Nova (RJ)
- Técnicos de gravação: Adilson Kruger, Nestor e Carlito
- Auxiliar: Sidinho
- Mixado no Studio Roupa Nova (RJ)
- Técnicos de mixagem: Nestor, Melk e Shirley Carvalhaes

Músicas 2, 4, 6, 7, 8 e 10:
- Produção musical e arranjos: Tuca Nascimento
- Violão: Tuca Nascimento
- Piano: Lenno
- Guitarras: Renan e Piriquito
- Percussão: Zé Leal
- Bandolim: Elson
- Violino: Mito
- Vocal: Marquinhos, Wilian e Gisele Nascimento
- Participação especial no vocal: Marco Aurélio (gentilmente cedido pela gravadora Line Records)
- Gravado e mixado no Estúdio Don Ney - Digital (RJ)